# Lopesia parimarii
Lopesia parimarii är en tvåvingeart som beskrevs av Tavares 1908. Lopesia parimarii ingår i släktet Lopesia och familjen gallmyggor.
Artens utbredningsområde är Moçambique. Inga underarter finns listade i Catalogue of Life.